# Major League Soccer 2013
MLS Seizoen 2013 was het 18de seizoen in de geschiedenis van deze Noord-Amerikaanse voetbalcompetitie. Het seizoen begon op 2 maart en eindigde op 27 oktober 2013. Elke club speelde twee keer tegen elkaar, thuis en uit. Hierdoor werden er 34 wedstrijden gespeeld.

## Teams en stadions

### Stadions
| Chicago Fire       | Chivas USA/Los Angeles Galaxy | Colorado Rapids            | Columbus Crew      | D.C. United          | FC Dallas          |
| ------------------ | ----------------------------- | -------------------------- | ------------------ | -------------------- | ------------------ |
| Toyota Park        | StubHub Center                | Dick's Sporting Goods Park | Crew Stadium       | RFK Memorial Stadium | FC Dallas Stadium  |
| Capaciteit: 20.000 | Capaciteit: 27.000            | Capaciteit: 18.086         | Capaciteit: 20.145 | Capaciteit: 19.467   | Capaciteit: 21.193 |
|                    |                               |                            |                    |                      |                    |

| Houston Dynamo       | Montreal Impact    | New England Revolution | New York Red Bulls | Philadelphia Union | Portland Timbers   |
| -------------------- | ------------------ | ---------------------- | ------------------ | ------------------ | ------------------ |
| BBVA Compass Stadium | Saputo Stadium     | Gillette Stadium       | Red Bull Arena     | PPL Park           | Jeld-Wen Field     |
| Capaciteit: 22.000   | Capaciteit: 20.341 | Capaciteit: 22.385     | Capaciteit: 25.189 | Capaciteit: 18.500 | Capaciteit: 20.323 |
|                      |                    |                        |                    |                    |                    |

| Real Salt Lake     | San José Earthquakes | Seattle Sounders FC | Sporting Kansas City | Toronto FC         | Vancouver Whitecaps FC |
| ------------------ | -------------------- | ------------------- | -------------------- | ------------------ | ---------------------- |
| Rio Tinto Stadium  | Buck Shaw Stadium    | CenturyLink Field   | Sporting Park        | BMO Field          | BC Place               |
| Capaciteit: 20.213 | Capaciteit: 10.525   | Capaciteit: 38.500  | Capaciteit: 18.467   | Capaciteit: 21.859 | Capaciteit: 21.000     |
|                    |                      |                     |                      |                    |                        |

### Personeel en Sponsoren
| Team                   | Coach             | Aanvoerder        | Shirtsponsor     |
| ---------------------- | ----------------- | ----------------- | ---------------- |
| Chicago Fire           | Frank Klopas      | Logan Pause       | Quaker           |
| Chivas USA             | José Luis Sánchez | Dan Kennedy       | Corona           |
| Colorado Rapids        | Óscar Pareja      | Pablo Mastroeni   | n/a              |
| Columbus Crew          | Robert Warzycha   | Federico Higuain  | Barbasol         |
| D.C. United            | Ben Olsen         | Dwayne De Rosario | Volkswagen       |
| FC Dallas              | Schellas Hyndman  | David Ferreira    | AdvoCare         |
| Houston Dynamo         | Dominic Kinnear   | Brad Davis        | Greenstar        |
| Los Angeles Galaxy     | Bruce Arena       | Robbie Keane      | Herbalife        |
| Montreal Impact        | Marco Schällibaum | Davy Arnaud       | Bank of Montreal |
| New England Revolution | Jay Heaps         | Clyde Simms       | UnitedHealthcare |
| New York Red Bulls     | Mike Petke        | Thierry Henry     | Red Bull         |
| Philadelphia Union     | John Hackworth    | Brian Carroll     | Bimbo            |
| Portland Timbers       | Caleb Porter      | Jack Jewsbury     | Alaska Airlines  |
| Real Salt Lake         | Jason Kreis       | Kyle Beckerman    | XanGo            |
| San José Earthquakes   | Frank Yallop      | Ramiro Corrales   | n/a              |
| Seattle Sounders FC    | Sigi Schmid       | Mauro Rosales     | Xbox             |
| Sporting Kansas City   | Peter Vermes      | Jimmy Nielsen     | Ivy Funds .      |
| Toronto FC             | Ryan Nelsen       | Darren O'Dea      | Bank of Montreal |
| Vancouver Whitecaps FC | Martin Rennie     | Jay DeMerit       | Bell Canada      |

### Veranderingen van eigenaar
| Club           | Nieuwe eigenaar | Vorige eigenaar | Datum           |
| -------------- | --------------- | --------------- | --------------- |
| Real Salt Lake | Dell Loy Hansen | Dave Checketts  | 24 januari 2013 |

### Trainerswisselingen
| Team                 | Vorige trainer         | Reden van vertrek         | Datum van Vertrek | Positie op ranglijst | Nieuwe trainer         | Datum van aanstelling |
| -------------------- | ---------------------- | ------------------------- | ----------------- | -------------------- | ---------------------- | --------------------- |
| Montreal Impact      | Jesse Marsch           | Interne wijziging         | 3 november 2012   | voor begin seizoen   | Marco Schällibaum      | 6 januari 2013        |
| Chivas USA           | Robin Fraser           | Ontslagen                 | 9 november 2012   | voor begin seizoen   | José Luis Sánchez Solá | 12 december 2012      |
| New York Red Bulls   | Hans Backe             | Einde contract            | 9 november 2012   | voor begin seizoen   | Mike Petke             | 24 januari 2013       |
| Portland Timbers     | Gavin Wilkinson        | Einde van Interim termijn | 26 november 2012  | voor begin seizoen   | Caleb Porter           | 26 november 2012      |
| Toronto FC           | Paul Mariner           | Ontslagen                 | 7 januari 2013    | voor begin seizoen   | Ryan Nelsen            | 7 januari 2013        |
| Chivas USA           | José Luis Sánchez Solá | Interne wijziging         | 30 mei 2013       | 16e                  | José Luis Real         | 30 mei 2013           |
| San Jose Earthquakes | Frank Yallop           | Interne wijziging         | 7 juni 2013       | 15e                  | Mark Watson            | 7 juni 2013           |
| Columbus Crew        | Robert Warzycha        | Ontslagen                 | 2 september 2013  | 16e                  | Brian Bliss            | 2 september 2013      |

## Reguliere seizoen

#### Eastern Conference
| team | team                      | Gespeeld | G  | G  | V  | DV | DT | DS  | Punten | Plaats in Algemene Stand |
| ---- | ------------------------- | -------- | -- | -- | -- | -- | -- | --- | ------ | ------------------------ |
| 1    | New York Red Bulls        | 29       | 14 | 6  | 9  | 46 | 36 | +10 | 48     | 3                        |
| 2    | Montreal Impact1          | 27       | 13 | 6  | 8  | 46 | 39 | +7  | 45     | 4                        |
| 3    | Sporting Kansas City (OC) | 28       | 13 | 6  | 9  | 41 | 27 | +14 | 45     | 5                        |
| 4    | Houston Dynamo            | 28       | 11 | 7  | 10 | 32 | 35 | –3  | 40     | 9                        |
| 5    | Chicago Fire              | 28       | 11 | 6  | 11 | 36 | 40 | –4  | 39     | 11                       |
| 6    | Philadelphia Union        | 29       | 10 | 9  | 10 | 37 | 39 | –2  | 39     | 12                       |
| 7    | New England Revolution    | 28       | 10 | 7  | 11 | 39 | 32 | +7  | 37     | 15                       |
| 8    | Columbus Crew             | 29       | 10 | 5  | 14 | 33 | 39 | –6  | 35     | 16                       |
| 9    | Toronto FC1 (CC)          | 29       | 4  | 11 | 14 | 24 | 42 | –18 | 23     | 18                       |
| 10   | DC United                 | 28       | 3  | 6  | 19 | 18 | 46 | –28 | 15     | 19                       |

Tabel voor het laatst gewijzigd op 14 september 2013

#### Western Conference
| Team | Team                       | AW | G  | G  | V  | DV | DT | DS  | Punten | Plaats in de Algemene Stand |
| ---- | -------------------------- | -- | -- | -- | -- | -- | -- | --- | ------ | --------------------------- |
| 1    | Seattle Sounders FC        | 27 | 15 | 4  | 8  | 37 | 27 | +10 | 49     | 1                           |
| 2    | Real Salt Lake             | 29 | 14 | 6  | 9  | 52 | 37 | +15 | 48     | 2                           |
| 3    | Colorado Rapids            | 29 | 12 | 9  | 8  | 37 | 30 | +7  | 45     | 6                           |
| 4    | Los Angeles Galaxy (K)     | 28 | 13 | 5  | 10 | 45 | 35 | +10 | 44     | 7                           |
| 5    | Portland Timbers           | 28 | 10 | 13 | 5  | 44 | 31 | +13 | 43     | 8                           |
| 6    | FC Dallas                  | 28 | 10 | 10 | 8  | 40 | 41 | –1  | 40     | 10                          |
| 7    | Vancouver Whitecaps FC1    | 28 | 10 | 8  | 10 | 39 | 38 | +1  | 38     | 13                          |
| 8    | San José Earthquakes (Sup) | 29 | 10 | 8  | 11 | 29 | 40 | –11 | 38     | 14                          |
| 9    | CD Chivas USA              | 29 | 6  | 8  | 15 | 28 | 49 | –21 | 26     | 17                          |

Tabel voor het laatst gewijzigd op 14 september 2013
|  |                       |
|  | MLS Cup Playoffs 2013 |

|  |                             |
|  | MLS Supporters' Shield 2013 |

- 1Toronto FC en Vancouver Whitecaps FC kunnen zich niet U.S. Open Cup kwalificeren omdat de team uit Canada komt

(K) = Kampioen 2012, (Sup) = MLS Supporters' Shield 2012, (CC) = Winnaar Canadian Championsship 2012 (BW) = Winnaar US Open Cup 2012 , (CC13) = Winnaar Canadian Championsship 2013 

## Play-offs

### Wildcardronde
|                      |                                                    |       |                 |                                                                                |
| 31 oktober 20:30 CDT | Houston Dynamo                                     | 3 – 0 | Montreal Impact | BBVA Compass Stadium, Houston Toeschouwers: 10.476 Scheidsrechter: Mark Geiger |
| 31 oktober 20:30 CDT | Will Bruin 16', 72' Óscar Boniek García 27' (pen.) |       |                 | BBVA Compass Stadium, Houston Toeschouwers: 10.476 Scheidsrechter: Mark Geiger |

|                      |                                    |       |                 |                                                                                 |
| 30 oktober 19:30 PDT | Seattle Sounders                   | 2 – 0 | Colorado Rapids | CenturyLink Field, Seattle Toeschouwers: 32.204 Scheidsrechter: Silviu Petrescu |
| 30 oktober 19:30 PDT | Brad Evans 28' Eddie Johnson 90+3' |       |                 | CenturyLink Field, Seattle Toeschouwers: 32.204 Scheidsrechter: Silviu Petrescu |

### Halve finales conference

#### Eastern Conference
|                      |                                       |       |                                   |                                                                                    |
| 3 november 15:30 EST | Houston Dynamo                        | 2 – 2 | New York Red Bulls                | BBVA Compass Stadium, Houston Toeschouwers: 20.626 Scheidsrechter: Ricardo Salazar |
| 3 november 15:30 EST | Ricardo Clark 51' Omar Cummings 90+2' |       | 22' Tim Cahill 32' Eric Alexander | BBVA Compass Stadium, Houston Toeschouwers: 20.626 Scheidsrechter: Ricardo Salazar |

|                      |                             |           |                                   |                                                                               |
| 6 november 20:00 EST | New York Red Bulls          | 1 – 2 n.v | Houston Dynamo                    | Red Bull Arena, Harrison Toeschouwers: 22,264 Scheidsrechter: Silviu Petrescu |
| 6 november 20:00 EST | Bradley Wright-Phillips 23' |           | 36' Brad Davis 104' Omar Cummings | Red Bull Arena, Harrison Toeschouwers: 22,264 Scheidsrechter: Silviu Petrescu |

|                      |                                |       |                      |                                                                                 |
| 2 november 20:00 EDT | New England Revolution         | 2 – 1 | Sporting Kansas City | Gillette Stadium, Foxborough Toeschouwers: 15.164 Scheidsrechter: Ismail Elfath |
| 2 november 20:00 EDT | Andy Dorman 55' Kelyn Rowe 67' |       | 69' Aurélien Collin  | Gillette Stadium, Foxborough Toeschouwers: 15.164 Scheidsrechter: Ismail Elfath |

|                      |                                                          |            |                        |                                                                                        |
| 6 november 20:00 CST | Sporting Kansas City                                     | 3 – 1 n.v. | New England Revolution | Livestrong Sporting Park, Kansas City Toeschouwers: 19.031 Scheidsrechter: Mark Geiger |
| 6 november 20:00 CST | Aurélien Collin 41' Seth Sinovic 79' Claudio Bieler 113' |            | 70' Dimitry Imbongo    | Livestrong Sporting Park, Kansas City Toeschouwers: 19.031 Scheidsrechter: Mark Geiger |

#### Western Conference
|                      |                    |       |                                       |                                                                                  |
| 2 november 19:00 PDT | Seattle Sounders   | 1 – 2 | Portland Timbers                      | CenturyLink Field, Seattle Toeschouwers: 38.507 Scheidsrechter: Baldomero Toledo |
| 2 november 19:00 PDT | Osvaldo Alonso 90' |       | 15' Ryan Johnson 67' Darlington Nagbe | CenturyLink Field, Seattle Toeschouwers: 38.507 Scheidsrechter: Baldomero Toledo |

|                      |                                                            |       |                                      |                                                                               |
| 7 november 20:00 PDT | Portland Timbers                                           | 3 – 2 | Seattle Sounders                     | Jeld-Wen Field, Portland Toeschouwers: 20.674 Scheidsrechter: Hilario Grajeda |
| 7 november 20:00 PDT | Will Johnson 29' (pen.) Diego Valeri 44' Mamadou Danso 47' |       | 74' DeAndre Yedlin 76' Eddie Johnson | Jeld-Wen Field, Portland Toeschouwers: 20.674 Scheidsrechter: Hilario Grajeda |

|                      |                                            |            |                    |                                                                                |
| 7 november 19:00 MST | Real Salt Lake                             | 2 – 0 n.v. | Los Angeles Galaxy | Rio Tinto Stadium, Sandy Toeschouwers: 19.042 Scheidsrechter: Baldomero Toledo |
| 7 november 19:00 MST | Sebastián Velásquez 35' Chris Schuler 102' |            |                    | Rio Tinto Stadium, Sandy Toeschouwers: 19.042 Scheidsrechter: Baldomero Toledo |

### Finale conference
|                      |                |       |                      |                                                                                |
| 9 november 13:30 CST | Houston Dynamo | 0 – 0 | Sporting Kansas City | BBVA Compass Stadium, Houston Toeschouwers: 22.107 Scheidsrechter: Kevin Stott |
| 9 november 13:30 CST |                |       |                      | BBVA Compass Stadium, Houston Toeschouwers: 22.107 Scheidsrechter: Kevin Stott |

|                       |                               |       |                        |                                                                                             |
| 23 november 18:30 CST | Sporting Kansas City          | 2 – 1 | Houston Dynamo         | Livestrong Sporting Park, Kansas City Toeschouwers: 21.650 Scheidsrechter: Baldomero Toledo |
| 23 november 18:30 CST | C.J. Sapong 14' Dom Dwyer 63' |       | 4' Óscar Boniek García | Livestrong Sporting Park, Kansas City Toeschouwers: 21.650 Scheidsrechter: Baldomero Toledo |

|                       |                                                                            |       |                                           |                                                                                  |
| 10 november 19:00 MST | Real Salt Lake                                                             | 4 – 2 | Portland Timbers                          | Rio Tinto Stadium, Sandy Toeschouwers: 17.333 Scheidsrechter: Armando Villarreal |
| 10 november 19:00 MST | Chris Schuler 35' Robbie Findley 41' Devon Sandoval 48' Javier Morales 82' |       | 14' Will Johnson 90+4' Frédéric Piquionne | Rio Tinto Stadium, Sandy Toeschouwers: 17.333 Scheidsrechter: Armando Villarreal |

|                       |                  |                    |                |                                                                           |
| 24 november 18:00 PDT | Portland Timbers | 0 – 1              | Real Salt Lake | Jeld-Wen Field, Portland Toeschouwers: 20.674 Scheidsrechter: Mark Geiger |
| 24 november 18:00 PDT |                  | 29' Robbie Findley |                | Jeld-Wen Field, Portland Toeschouwers: 20.674 Scheidsrechter: Mark Geiger |

### MLS Cup
|                      |                      |       |                    |                                                                                    |
| 7 december 16:00 uur | Sporting Kansas City | 1 – 1 | Real Salt Lake     | The Home Depot Center, Carson Toeschouwers: 21.650 Scheidsrechter: Hilario Grajeda |
| 7 december 16:00 uur | Aurélien Collin 76'  |       | 52' Álvaro Saborio | The Home Depot Center, Carson Toeschouwers: 21.650 Scheidsrechter: Hilario Grajeda |

| |     | strafschoppen |  |
| Claudio Bieler Paulo Nagamura Matt Besler Benny Feilhaber Graham Zusi Seth Sinovic C.J. Sapong Lawrence Olum Chance Myers Aurélien Collin | 7–6 | Álvaro Saborio Ned Grabavoy Kyle Beckerman João Plata Javier Morales Chris Schuler Tony Beltran Sebastián Velásquez Nat Borchers Lovel Palmer |  |

## Statistieken

### Scheidsrechters
- Cijfers betreffen zowel de reguliere competitie als de play-offs.

| Naam               | Geboren    | Duels | Kreeg geel | Kreeg voor de tweede keer geel en dus rood | Weggestuurd |
| ------------------ | ---------- | ----- | ---------- | ------------------------------------------ | ----------- |
| Hilario Grajeda    | 02.09.1967 | 24    | 65         | 1                                          | 3           |
| Baldomero Toledo   | 06.02.1970 | 23    | 73         | 1                                          | 11          |
| Ricardo Salazar    | 06.09.1972 | 22    | 62         | 1                                          | 5           |
| Armando Villarreal | 31.05.1986 | 22    | 65         | 1                                          | 5           |
| Allen Chapman      | 18.08.1974 | 22    | 64         | 3                                          | 2           |
| Silviu Petrescu    | 06.10.1968 | 20    | 68         | 2                                          | 1           |
| Drew Fischer       | 10.07.1980 | 17    | 48         | 1                                          | 1           |
| Chris Penso        | 28.04.1982 | 17    | 49         | 2                                          | 4           |
| Ismail Elfath      | 03.03.1982 | 17    | 64         | 0                                          | 2           |
| Juan Guzman        | 18.12.1986 | 16    | 40         | 2                                          | 4           |
| Mark Geiger        | 25.08.1974 | 16    | 43         | 1                                          | 4           |
| Jorge González     | 11.07.1968 | 15    | 48         | 2                                          | 6           |
| Edvin Jurisevic    | 07.06.1975 | 15    | 39         | 0                                          | 4           |
| Kevin Stott        | 09.07.1967 | 14    | 32         | 0                                          | 1           |
| Fotis Bazakos      | 03.08.1979 | 13    | 58         | 1                                          | 2           |
| Jair Marrufo       | 07.06.1977 | 13    | 19         | 0                                          | 0           |
| José Carlos Rivero | 02.05.1981 | 12    | 37         | 2                                          | 0           |
| Matthew Foerster   | 01.03.1982 | 11    | 38         | 1                                          | 1           |
| Sorin Stoica       | 05.01.1976 | 10    | 41         | 1                                          | 3           |
| David Gantar       | 27.06.1975 | 9     | 23         | 1                                          | 0           |
| Geoff Gamble       | 11.03.1977 | 5     | 16         | 1                                          | 1           |
| Ted Unkel          | 28.02.1978 | 3     | 11         | 0                                          | 0           |
| Mark Kadlecik      | 04.01.1977 | 2     | 2          | 0                                          | 0           |
| Totaal             | Totaal     | 338   | 1005       | 24                                         | 60          |

### Nederlanders
Bijgaand een overzicht van de Nederlandse voetballers die in het seizoen 2013 uitkwamen in de Major League Soccer.
| Naam                | Club         | Debuut     | Duels | Goals |
| ------------------- | ------------ | ---------- | ----- | ----- |
| Sherjill Mac-Donald | Chicago Fire | 29.07.2012 | 13    | 0     |
| Danny Koevermans    | Toronto FC   | 21.07.2011 | 4     | 0     |